# Rabel II
Rabel II Sóter (ar-Rabil) fue el último gobernante del reino nabateo, que reinó desde el año 70 al 106 d. C.
Después de la muerte de su padre, Málico II, Ar-Rabil aún un niño, ascendió al trono. Su madre, Shaqilath, asumió el gobierno como regente los primeros años. Su hermana Gamilath se convirtió en reina de los nabateos. Ar-Rabil se dio a sí mismo el título de «Sóter» («Salvador del pueblo»). Después de su muerte en 106, el emperador romano Trajano se encontró prácticamente sin resistencia y conquistó el reino nabateo el 22 de marzo de 106. Se convirtió en la provincia romana de Arabia Pétrea, con Bosra como capital provincial.
El sucesor formal de Ar-Rabil fue Málico III.